# Сарабузский район
Сарабузский райо́н (укр. Сарабузський район, крымскотат. Sarabuz rayonı) — упразднённая административно-территориальная единица Крымской АССР. Был образован в январе 1921 года, в составе Симферопольского уезда, по постановлению Крымревкома от 8 января 1921 года, об упразднении волостной системы. Райцентр — село Спат.
Занимал территорию севера и северо-запада современного Симферопольского района, а также восточную часть Сакского. На западе граничил с Евпаторийским округом (уездом), на юге — с Подгородне-Петровским районом. Точный состав пока не установлен, доступна только карта Крымского статистического управления 1922 года, где отмечены действовавшие границы.
Ликвидирован декретом ВЦИК от 4 сентября 1924 года, согласно которому были внесены изменения в административное деление Крымской АССР и поселения включили в состав Симферопольского района.